# Серійний завод «Антонов»
Сері́йний заво́д «Анто́нов» — державний авіабудівний завод в Україні, філія ДП «Антонов». З 2015 року перетворено на Виробництво ДП «Антонов».

## Історія
Створений 9 вересня 1920 рішенням Ради Військової Промисловості № 15178 під назвою Державний авіаційний завод № 12 (ДАЗ-12). Він був створений на базі дрібних розрізнених ремонтних майстерень і до початку німецько-радянської війни розташовувався на вулиці Гарматній. Першим директором заводу і фактично його організатором був професор Бобров Вікторін Флавіанович.
Завод був створений для ремонту літаків закордонного виробництва, що були на озброєнні, з 1925 завод розпочав серійне виробництво літаків. Під керівництвом конструктора К. О. Калініна був розроблений і побудований перший чотиримісний пасажирський літак К-1.
У 1932—1934 на заводі був запущений у серійне виробництво швидкісний шестимісний пасажирський літак ХАІ-1.
25 червня 1941, під час німецько-радянської війни, завод був розбомблений. Після звільнення Києва від німецьких окупантів 6 листопада 1943 на заводі почали ремонтувати літаки По-2 і складати Як-3 і Як-9.
1948 завод почав виготовлення літака Ан-2. Усього на заводі було виготовлено 3320 таких машин.
У 1954—1956 завод виготовив дослідний зразок військово-транспортного літака Ан-8.
У 1959—1978 завод серійно виробляв пасажирський літак Ан-24. Всього заводом виготовлено 1028 таких літаків різних модифікацій.
У 1969—1985 завод випустив 1 402 літаки Ан-26.
У 1979-2003 завод виготовив 18 літаків Ан-124 «Руслан».
З 1979 завод виготовляє літак Ан-32 у транспортному і протипожежному варіантах (та Ан-34, який був модифікацією Ан-32 і спеціалізований на базі Ан-32 для складних арктичних умов) (Віднедавна розробляється модифікована версія літака Ан-(1)34 на замовлення та у співробітництві із Саудівською Аравією).
З кінця 1980-х донині підприємство бере участь у програмі виробництва військово-транспортного літака Ан-70.
1994 підприємство почало освоєння виробництва тролейбуса серії Київ-12.
2004 Київський авіаційний завод «АВІАНТ» почав виконання програми виробництва літака Ан-148, а з 2006 ця програма стала основною для заводу.
10 серпня 2007 завод отримав сертифікат схвалення виробництва літака Ан-148 на своєму заводі та розгорнув їхнє серійне виробництво.
30 жовтня 2008 завод «АВІАНТ» увійшов до складу Державного авіабудівного концерну «Антонов»

## Літаки/Вертольоти виготовлені підприємством
| Назва           | Опис                                          | Роки випуску                      | Екземплярів                                         |
| --------------- | --------------------------------------------- | --------------------------------- | --------------------------------------------------- |
| К-1             | Перший в СРСР серійний пасажирський літак     | 1925                              | 1 (Дослідний зразок)                                |
| ХАІ-1           | Швидкісний шестимісний пасажирський літак     | 1932—1934                         | 43                                                  |
| ОКО-1           | Пасажирський літак конструкції В. К. Тайрова. | 1937                              | 1 (Дослідний зразок)                                |
| Мі-1            | Багатоцільовий вертоліт                       | 1947—1948                         | 5 (Дослідна партія)                                 |
| Ан-2            | Легкий багатоцільовий літак                   | З 1948                            | 3320                                                |
| Ан-8            | Військово-транспортний літак                  | 1954—1956                         | 1 (Дослідний зразок)                                |
| Ан-24           | Пасажирський турбогвинтовий літак             | 1959—1978                         | 1028                                                |
| Ан-26           | Військово-транспортний літак                  | 1969—1985                         | 1402                                                |
| Ан-30           | Літак повітряного нагляду і аерофотознімання  | 1973—1979                         | 123                                                 |
| Ан-72           | Багатоцільовий транспортний літак             | 1976—1979                         | 5 (Дослідна партія)                                 |
| Ан-124 «Руслан» | Найбільший серійний вантажний літак у світі   | 1979—2003                         | 18                                                  |
| Ан-32           | Військово-транспортний багатоцільовий літак   | З 1979 року — дотепер             | 361                                                 |
| Ан-70           | Середньомагістральний вантажний літак         | З кінця 80-х років — дотепер      | 3 (2 Дослідних зразка, 1 для статичних випробувань) |
| Ту-334          | Близькомагістральний пасажирський літак       | Кінець 90-х, початок 2000-х років | 1 (Дослідний зразок)                                |
| Ан-132          | Багатоцільовий транспортний літак             | З 2016 року — дотепер             | Збирається перший екземпляр                         |
| Ан-148          | Близькомагістральний пасажирський літак       | З 2007 року — дотепер             | 40 одиниць (2016)                                   |
| Ан-158          | Близькомагістральний пасажирський літак       | З 2011 року — дотепер             | 7 одиниць                                           |
| Ан-178          | Близькомагістральний транспортний літак       | З 2015 року — дотепер             | 2 (1 для статичних випробувань)                     |
| Ан-225 «Мрія»   | Найбільший вантажний літак у світі            | 1989 рік                          | 1 знищено (ще 1 недобудований)                      |

Також в 1994—2008 роках «Серійний завод „Антонов“» виготовив 93 тролейбуси Київ-12.

## Назви підприємства

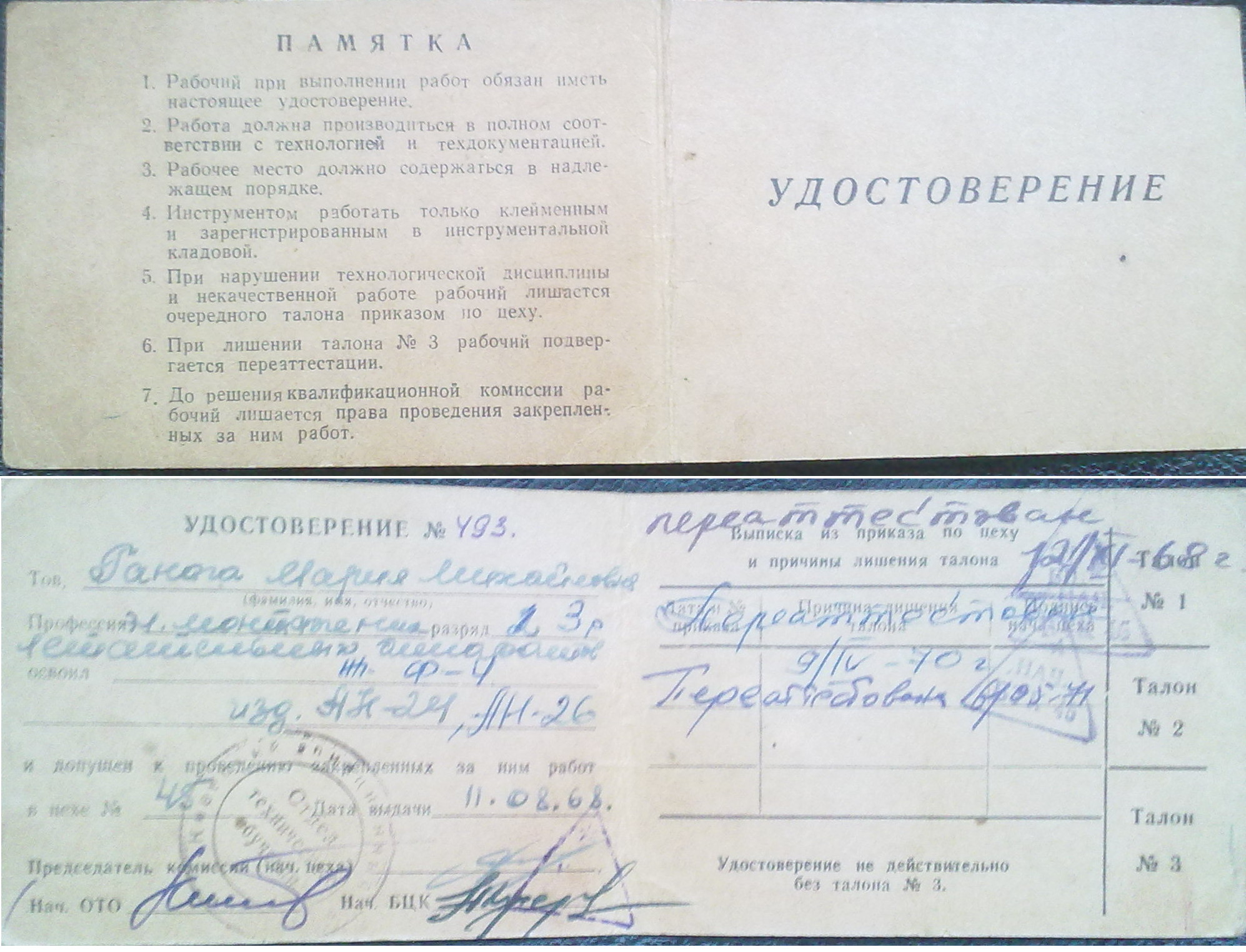
Посвідчення працівника Київського авіаційного заводу (кінець 1960-х — початок 1970-х)

9 вересня 1920 підприємство назвали «Київський державний авіазавод № 12» (ДАЗ-12).
1922 підприємство було перейменовано у «РЕМВОЗДУХ-6».
1931 підприємство було перейменовано у «Завод № 43».
1944 підприємство було перейменовано у «Завод № 473».
1967 підприємство було перейменовано у «Київський авіаційний завод».
30 квітня 1974 підприємство було перейменовано у «Київське авіаційне виробниче об'єднання».
5 серпня 1992 підприємство було перейменовано у Державне підприємство «Київський авіаційний завод».
27 вересня 1995 підприємство було перейменовано у Київський державний авіаційний завод «АВІАНТ».
11 січня 2005 підприємство було перейменовано у Державне підприємство «Київський авіаційний завод „АВІАНТ“».
З лютого 2010 підприємство називається Філія Державного підприємства «Антонов» «Серійний завод „Антонов“».

## Директори заводу
- Бобров Вікторин Флавіанович (1920—1922)
- Герасименко-Ленський В. А. (1922—1927)
- Петров-Горбенко О. В. (1927—1928)
- Бовтуто К. П. (1928—1929)
- Фролов С. І. (1929)
- Пивоварчук О. Х. (1929—1931)
- Чвертко В. М. (1931—1933)
- Ісаков І. А. (1933—1939)
- Смирнов В. В. (1939—1940)
- Свердлов К. С. (1940—1941)
- Пенек В. М. (1944—1945)
- Дудник Є. П. (1945—1946)
- Миронов М. Г. (1946—1950)
- Шелест Петро Юхимович (1950—1954)
- Степанченко Василь Олексійович (1954—1958)
- Івченко Олександр Георгійович (1958—1962)
- Олешко Василь Григорович (1963—1965)
- Степанченко Василь Олексійович (1965—1979)
- Донець Анатолій Дмитрович (1979—1987)
- Малашин Анатолій Максимович (1987—1993)
- Харлов Олександр Іванович (1994—1999)
- Пелих Василь Костянтинович (2000—2003)
- Шевченко Олег Степанович (2003—2005)
- Козорезов Валерій Федорович (2005)
- Шевченко Олег Степанович (2005—2007)
- Донець Олександр Дмитрович (2007—2008)
- Козорезов Валерій Федорович (2008—2009)
- Подгребельний Микола Семенович (2009—2019)

## Нагороди
8 вересня 1970 за досягнуті успіхи у виробництві авіаційної техніки підприємство було нагороджено Орденом Трудового Червоного Прапора.
15 жовтня 1980 підприємство було нагороджено Міжнародною премією «Золотий Меркурій» на знак особливого визнання внеску у розвиток виробництва і міжнародної співпраці.
1995 підприємство нагороджено Міжнародною нагородою «Факел Бірмінгема» за успішне економічне виживання і розвиток в умовах соціально-економічної кризи.

## Персоналії
- Базалюк Володимир Юхимович (25.01.1936—31.07.1991) — Заслужений льотчик-випробувач СРСР.
- Гудов Олександр Костянтинович (16.09.1932—07.11.2004) — Заслужений льотчик-випробувач СРСР.
- Молчанов Михайло Максимович (21.11.1930—29.01.2015) — Заслужений льотчик-випробувач СРСР.
- Савченков Сергій Іванович (08.08.1920—21.09.1983) — Заслужений льотчик-випробувач СРСР.
- Сорокін Юрій Михайлович (23.02.1922—02.03.1996) — Заслужений льотчик-випробувач СРСР.
- Харлов Олександр Іванович (1954—1999) — генеральний директор.